# WILD (나인뮤지스의 음반)
《WILD》는 대한민국의 여성 음악 그룹 나인뮤지스의 두 번째 EP이다. 2013년 5월 9일에 발매되었다.

## 트랙리스트
| #  | 제목                      | 작사   | 작곡                   | 편곡                           | 재생 시간 |
| -- | ------------------------- | ------ | ---------------------- | ------------------------------ | --------- |
| 1. | 〈Spotlight〉             |        | 안준성                 | 홍승현                         | 0:57      |
| 2. | 〈와일드 (Wild)〉         | 송수윤 | 한재호, 김승수         | 한재호, 김승수, 홍승현         | 3:06      |
| 3. | 〈Action〉                | 송수윤 | G-High, 이주형         | G-High, 이주형                 | 4:02      |
| 4. | 〈휴지조각〉              | 송수윤 | 서재하                 | 서재하                         | 3:12      |
| 5. | 〈사는 사람〉             | 송수윤 | 한재호, 김승수, 안준성 | 한재호, 김승수, 안준성, 홍승현 | 3:40      |
| 6. | 〈와일드 (Wild) (Inst.)〉 |        | 한재호, 김승수         | 한재호, 김승수, 홍승현         | 3:06      |

## 차트 성적
음반 부문에서는 가온 음반 차트 주간 4위, 월간 16위를 기록하였다. 음원 부문에서는 타이틀곡 <와일드 (Wild)>가 가온 디지털 차트 주간 22위, 월간 34위를 기록하였다.